# Petra Delhees
Pour les articles homonymes, voir Petra.
Petra Delhees (née le 28 mars 1959) est une joueuse de tennis suisse, professionnelle de la fin des années 1970 à 1985. Elle est aussi connue sous son nom de femme mariée, Petra Jauch Delhees.
En 1984, issue des qualifications, elle a atteint le 4e tour à  l'US Open (battue par Carling Bassett), sa meilleure performance en simple dans une épreuve du Grand Chelem.
Pendant sa carrière, elle a atteint une finale de tournoi WTA en simple et a gagné un titre en double dames, acquis avec Pat Medrado en 1985 à Barcelone.

## Palmarès

### Titre en simple dames
Aucun

### Finale en simple dames
| No | Date       | Nom et lieu du tournoi         | Catégorie | Dotation | Surface      | Vainqueure       | Score         |          |
| -- | ---------- | ------------------------------ | --------- | -------- | ------------ | ---------------- | ------------- | -------- |
| 1  | 25-03-1985 | WTA of PGA, Palm Beach Gardens |           | 50 000 $ | Terre (ext.) | Kathleen Horvath | 3-6, 6-3, 6-3 | Parcours |

### Titre en double dames
| No | Date       | Nom et lieu du tournoi | Catégorie | Dotation | Surface      | Partenaire  | Finalistes                   | Score    |          |
| -- | ---------- | ---------------------- | --------- | -------- | ------------ | ----------- | ---------------------------- | -------- | -------- |
| 1  | 06-05-1985 | Barcelona Barcelone    |           | 50 000 $ | Terre (ext.) | Pat Medrado | Penny Barg Adriana Villagrán | 6-1, 6-0 | Parcours |

### Finale en double dames
| No | Date       | Nom et lieu du tournoi | Catégorie | Dotation  | Surface      | Vainqueures                           | Partenaire  | Score         |          |
| -- | ---------- | ---------------------- | --------- | --------- | ------------ | ------------------------------------- | ----------- | ------------- | -------- |
| 1  | 09-05-1983 | Swiss Open Lugano      |           | 100 000 $ | Terre (ext.) | Christiane Jolissaint Marcella Mesker | Pat Medrado | 6-2, 3-6, 7-5 | Parcours |

## Parcours en Grand Chelem

### En simple dames
| Année | Open d'Australie (janvier) | Open d'Australie (janvier) | Internationaux de France | Internationaux de France | Wimbledon       | Wimbledon        | US Open        | US Open         | Open d'Australie (décembre) | Open d'Australie (décembre) |
| ----- | -------------------------- | -------------------------- | ------------------------ | ------------------------ | --------------- | ---------------- | -------------- | --------------- | --------------------------- | --------------------------- |
| 1979  | n/a                        | n/a                        | 1er tour (1/32)          | Virginia Ruzici          | -               | -                | -              | -               | -                           | -                           |
| 1980  | n/a                        | n/a                        | 3e tour (1/8)            | Hana Mandlíková          | -               | -                | -              | -               | -                           | -                           |
| 1981  | n/a                        | n/a                        | 2e tour (1/32)           | Pam Casale               | 2e tour (1/32)  | Dianne Fromholtz | -              | -               | -                           | -                           |
| 1982  | n/a                        | n/a                        | 2e tour (1/32)           | Virginia Ruzici          | 2e tour (1/32)  | Virginia Ruzici  | -              | -               | 2e tour (1/16)              | Billie Jean King            |
| 1983  | n/a                        | n/a                        | 3e tour (1/16)           | Tracy Austin             | 2e tour (1/32)  | Rosie Casals     | 2e tour (1/32) | Catherine Suire | -                           | -                           |
| 1984  | n/a                        | n/a                        | 2e tour (1/32)           | Zina Garrison            | 1er tour (1/64) | Annabel Croft    | 4e tour (1/8)  | Carling Bassett | -                           | -                           |
| 1985  | n/a                        | n/a                        | 2e tour (1/32)           | Manuela Maleeva          | -               | -                | -              | -               | -                           | -                           |

À droite du résultat, l’ultime adversaire.

### En double dames
| Année | Open d'Australie (janvier) | Open d'Australie (janvier) | Internationaux de France      | Internationaux de France    | Wimbledon                     | Wimbledon                  | US Open                     | US Open                 | Open d'Australie (décembre) | Open d'Australie (décembre) |
| ----- | -------------------------- | -------------------------- | ----------------------------- | --------------------------- | ----------------------------- | -------------------------- | --------------------------- | ----------------------- | --------------------------- | --------------------------- |
| 1979  | n/a                        | n/a                        | 1er tour (1/16) Elly Appel    | F. Dürr Virginia Wade       | -                             | -                          | -                           | -                       | -                           | -                           |
| 1980  | n/a                        | n/a                        | 2e tour (1/8) C. Jolissaint   | V. Ruzici Virginia Wade     | 1er tour (1/32) C. Jolissaint | Pam Shriver Betty Stöve    | -                           | -                       | -                           | -                           |
| 1982  | n/a                        | n/a                        | 1er tour (1/32) M. Mesker     | Lucia Romanov Maria Romanov | 1er tour (1/32) C. Jolissaint | Bettina Bunge Kohde-Kilsch | -                           | -                       | 1er tour (1/16) A. Moulton  | Jo Durie R. Fairbank        |
| 1983  | n/a                        | n/a                        | 1er tour (1/32) C. Jolissaint | B. Remilton Naoko Sato      | 2e tour (1/16) C. Jolissaint  | B. J. King Chris Evert     | 3e tour (1/8) Pat Medrado   | R. Fairbank C. Reynolds | -                           | -                           |
| 1984  | n/a                        | n/a                        | 1er tour (1/32) K. Skronská   | Susan Rimes S. Solomon      | -                             | -                          | 1er tour (1/32) P. Keppeler | S. Margolin Beth Norton | -                           | -                           |
| 1985  | n/a                        | n/a                        | 1er tour (1/32) M. Schropp    | T. Holladay Mima Jaušovec   | -                             | -                          | -                           | -                       | -                           | -                           |

Sous le résultat, la partenaire ; à droite, l’ultime équipe adverse.

### En double mixte
N'a jamais participé à un tableau final.

## Parcours en Coupe de la Fédération
| #                                                                             | Date       | Lieu         | Surface                            | Gagnante(s)                        | Perdante(s)                          | Score         |          |
|                                                                               |            |              |                                    |                                    |                                      |               |          |
| 1976 - 1er tour (groupe mondial) - Suisse - Indonésie - 3 : 0                 |            |              |                                    |                                    |                                      |               |          |
| 1                                                                             | 22/08/1976 | Philadelphie | Moquette (int.)                    | Petra Delhees                      | Loanita Rachman                      | 6-0, 6-4      | Parcours |
| 1                                                                             | 22/08/1976 | Philadelphie | Moquette (int.)                    | Petra Delhees Monica Simmen        | Elfia Nizarwan S. Sutarniati         | 6-2, 6-1      | Parcours |
|                                                                               |            |              |                                    |                                    |                                      |               |          |
| 1976 - 2e tour (groupe mondial) - Canada - Suisse - 1 : 2                     |            |              |                                    |                                    |                                      |               |          |
| 2                                                                             | 22/08/1976 | Philadelphie | Moquette (int.)                    | Petra Delhees                      | Barbara Brankovska                   | 6-3, 7-6      | Parcours |
| 2                                                                             | 22/08/1976 | Philadelphie | Moquette (int.)                    | Petra Delhees Monica Simmen        | Marjorie Blackwood Susan Stone       | 5-7, 6-2, 7-6 | Parcours |
|                                                                               |            |              |                                    |                                    |                                      |               |          |
| 1976 - 1/4 de finale (groupe mondial) - États-Unis - Suisse - 3 : 0           |            |              |                                    |                                    |                                      |               |          |
| 3                                                                             | 22/08/1976 | Philadelphie | Moquette (int.)                    | Billie Jean King                   | Petra Delhees                        | 6-2, 6-1      | Parcours |
|                                                                               |            |              |                                    |                                    |                                      |               |          |
| 1977 - 1er tour (groupe mondial) - Suisse - Norvège - 2 : 1                   |            |              |                                    |                                    |                                      |               |          |
| 4                                                                             | 13/06/1977 | Eastbourne   | Herbe (ext.)                       | Petra Delhees                      | Ellen Grindvold                      | 6-4, 6-2      | Parcours |
|                                                                               |            |              |                                    |                                    |                                      |               |          |
| 1977 - 2e tour (groupe mondial) - États-Unis - Suisse - 3 : 0                 |            |              |                                    |                                    |                                      |               |          |
| 5                                                                             | 13/06/1977 | Eastbourne   | Herbe (ext.)                       | Rosie Casals Chris Evert           | Petra Delhees Monica Simmen          | 6-0, 7-5      | Parcours |
|                                                                               |            |              |                                    |                                    |                                      |               |          |
| 1978 - 1er tour (groupe mondial) - Suisse - Irlande - 3 : 0                   |            |              |                                    |                                    |                                      |               |          |
| 6                                                                             | 27/11/1978 | Melbourne    |                                    | Petra Delhees                      | Helen Lennon                         | 6-1, 6-0      | Parcours |
|                                                                               |            |              |                                    |                                    |                                      |               |          |
| 1978 - 2e tour (groupe mondial) - Roumanie - Suisse - 2 : 1                   |            |              |                                    |                                    |                                      |               |          |
| 7                                                                             | 27/11/1978 | Melbourne    |                                    | Petra Delhees                      | Florenta Mihai                       | 6-1, 6-4      | Parcours |
| 7                                                                             | 27/11/1978 | Melbourne    | Virginia Ruzici Mariana Simionescu | Petra Delhees Monica Simmen        | 8-6, 6-2                             |               | Parcours |
|                                                                               |            |              |                                    |                                    |                                      |               |          |
| 1979 - 1er tour (groupe mondial) - Danemark - Suisse - 0 : 3                  |            |              |                                    |                                    |                                      |               |          |
| 8                                                                             | 30/04/1979 | Madrid       | Terre (ext.)                       | Petra Delhees                      | Dorte Ekner                          | 6-3, 7-5      | Parcours |
| 8                                                                             | 30/04/1979 | Madrid       | Terre (ext.)                       | Petra Delhees C. Jolissaint        | Dorte Ekner Birgitte Hermansen       | 6-3, 6-3      | Parcours |
|                                                                               |            |              |                                    |                                    |                                      |               |          |
| 1979 - 2e tour (groupe mondial) - Roumanie - Suisse - 1 : 2                   |            |              |                                    |                                    |                                      |               |          |
| 9                                                                             | 30/04/1979 | Madrid       | Terre (ext.)                       | Petra Delhees                      | Mariana Simionescu                   | 9-7, 9-7      | Parcours |
| 9                                                                             | 30/04/1979 | Madrid       | Terre (ext.)                       | Petra Delhees C. Jolissaint        | Lucia Romanov Mariana Simionescu     | 6-4, 6-2      | Parcours |
|                                                                               |            |              |                                    |                                    |                                      |               |          |
| 1979 - 1/4 de finale (groupe mondial) - URSS - Suisse - 2 : 1                 |            |              |                                    |                                    |                                      |               |          |
| 10                                                                            | 30/04/1979 | Madrid       | Terre (ext.)                       | Petra Delhees                      | Olga Morozova                        | 1-6, 6-2, 6-4 | Parcours |
| 10                                                                            | 30/04/1979 | Madrid       | Terre (ext.)                       | Natasha Chmyreva Olga Morozova     | Petra Delhees C. Jolissaint          | 6-1, 6-2      | Parcours |
|                                                                               |            |              |                                    |                                    |                                      |               |          |
| 1980 - 1er tour (groupe mondial) - Danemark - Suisse - 0 : 3                  |            |              |                                    |                                    |                                      |               |          |
| 11                                                                            | 19/05/1980 | Berlin       | Terre (ext.)                       | Petra Delhees                      | Dorte Ekner                          | 6-3, 6-3      | Parcours |
| 11                                                                            | 19/05/1980 | Berlin       | Terre (ext.)                       | Petra Delhees C. Jolissaint        | Dorte Ekner Birgitte Hermansen       | 6-3, 5-7, 6-4 | Parcours |
|                                                                               |            |              |                                    |                                    |                                      |               |          |
| 1980 - 2e tour (groupe mondial) - Suisse - Roumanie - 1 : 2                   |            |              |                                    |                                    |                                      |               |          |
| 12                                                                            | 19/05/1980 | Berlin       | Terre (ext.)                       | Virginia Ruzici                    | Petra Delhees                        | 6-0, 6-3      | Parcours |
| 12                                                                            | 19/05/1980 | Berlin       | Terre (ext.)                       | Petra Delhees C. Jolissaint        | Florenta Mihai Virginia Ruzici       | 7-6, 6-1      | Parcours |
|                                                                               |            |              |                                    |                                    |                                      |               |          |
| 1981 - 1er tour (groupe mondial) - Grèce - Suisse - 0 : 3                     |            |              |                                    |                                    |                                      |               |          |
| 13                                                                            | 09/11/1981 | Tokyo        | Terre (ext.)                       | Petra Delhees                      | A. Kanellopoúlou                     | 6-4, 6-3      | Parcours |
| 13                                                                            | 09/11/1981 | Tokyo        | Terre (ext.)                       | Petra Delhees C. Jolissaint        | A. Kanellopoúlou Denise Panagopoulou | 6-2, 6-3      | Parcours |
|                                                                               |            |              |                                    |                                    |                                      |               |          |
| 1981 - 2e tour (groupe mondial) - Taïwan - Suisse - 0 : 3                     |            |              |                                    |                                    |                                      |               |          |
| 14                                                                            | 09/11/1981 | Tokyo        | Terre (ext.)                       | Petra Delhees                      | Wen Hsiu-Tsuan                       | 6-1, 6-0      | Parcours |
| 14                                                                            | 09/11/1981 | Tokyo        | Terre (ext.)                       | Petra Delhees C. Jolissaint        | Ho Chiu-Mei Hsieh Li-Chuan           | 6-0, 6-0      | Parcours |
|                                                                               |            |              |                                    |                                    |                                      |               |          |
| 1981 - 1/4 de finale (groupe mondial) - Allemagne de l'Ouest - Suisse - 1 : 2 |            |              |                                    |                                    |                                      |               |          |
| 15                                                                            | 09/11/1981 | Tokyo        | Terre (ext.)                       | Petra Delhees                      | Iris Riedel                          | 7-6, 6-0      | Parcours |
| 15                                                                            | 09/11/1981 | Tokyo        | Terre (ext.)                       | Petra Delhees C. Jolissaint        | Bettina Bunge Iris Riedel            | 6-2, 6-3      | Parcours |
|                                                                               |            |              |                                    |                                    |                                      |               |          |
| 1981 - 1/2 finale (groupe mondial) - États-Unis - Suisse - 3 : 0              |            |              |                                    |                                    |                                      |               |          |
| 16                                                                            | 09/11/1981 | Tokyo        | Terre (ext.)                       | Chris Evert                        | Petra Delhees                        | 6-2, 6-2      | Parcours |
| 16                                                                            | 09/11/1981 | Tokyo        | Terre (ext.)                       | Rosie Casals Kathy Jordan          | Petra Delhees C. Jolissaint          | 6-7, 6-3, 6-4 | Parcours |
|                                                                               |            |              |                                    |                                    |                                      |               |          |
| 1982 - 1er tour (groupe mondial) - Suisse - Nouvelle-Zélande - 2 : 1          |            |              |                                    |                                    |                                      |               |          |
| 17                                                                            | 19/07/1982 | Santa Clara  | Dur (ext.)                         | Petra Delhees                      | Belinda Cordwell                     | 6-4, 6-4      | Parcours |
| 17                                                                            | 19/07/1982 | Santa Clara  | Dur (ext.)                         | Petra Delhees C. Jolissaint        | Judy Connor Linda Stewart            | 6-1, 6-0      | Parcours |
|                                                                               |            |              |                                    |                                    |                                      |               |          |
| 1982 - 2e tour (groupe mondial) - Suisse - Suède - 2 : 1                      |            |              |                                    |                                    |                                      |               |          |
| 18                                                                            | 19/07/1982 | Santa Clara  | Dur (ext.)                         | Petra Delhees                      | Lena Sandin                          | 6-0, 6-4      | Parcours |
| 18                                                                            | 19/07/1982 | Santa Clara  | Dur (ext.)                         | Catrin Jexell Lena Sandin          | Petra Delhees C. Jolissaint          | 4-6, 6-2, 6-3 | Parcours |
|                                                                               |            |              |                                    |                                    |                                      |               |          |
| 1982 - 1/4 de finale (groupe mondial) - Suisse - Allemagne de l'Ouest - 0 : 3 |            |              |                                    |                                    |                                      |               |          |
| 19                                                                            | 19/07/1982 | Santa Clara  | Dur (ext.)                         | Bettina Bunge                      | Petra Delhees                        | 6-1, 6-1      | Parcours |
| 19                                                                            | 19/07/1982 | Santa Clara  | Dur (ext.)                         | Bettina Bunge Claudia Kohde-Kilsch | Petra Delhees C. Jolissaint          | 6-4, 6-2      | Parcours |
|                                                                               |            |              |                                    |                                    |                                      |               |          |
| 1983 - 1er tour (groupe mondial) - Suisse - Bulgarie - 3 : 0                  |            |              |                                    |                                    |                                      |               |          |
| 20                                                                            | 18/07/1983 | Zurich       | Terre (ext.)                       | Petra Delhees                      | Adriana Velcheva                     | 6-0, 6-2      | Parcours |
| 20                                                                            | 18/07/1983 | Zurich       | Terre (ext.)                       | Petra Delhees C. Jolissaint        | Marina Kondova Adriana Velcheva      | 6-2, 6-0      | Parcours |
|                                                                               |            |              |                                    |                                    |                                      |               |          |
| 1983 - 2e tour (groupe mondial) - Suisse - Roumanie - 2 : 1                   |            |              |                                    |                                    |                                      |               |          |
| 21                                                                            | 18/07/1983 | Zurich       | Terre (ext.)                       | Petra Delhees                      | Lucia Romanov                        | 6-1, 6-4      | Parcours |
| 21                                                                            | 18/07/1983 | Zurich       | Terre (ext.)                       | Petra Delhees C. Jolissaint        | Lucia Romanov Virginia Ruzici        | 2-6, 6-3, 7-5 | Parcours |
|                                                                               |            |              |                                    |                                    |                                      |               |          |
| 1983 - 1/4 de finale (groupe mondial) - Suisse - Australie - 2 : 1            |            |              |                                    |                                    |                                      |               |          |
| 22                                                                            | 18/07/1983 | Zurich       | Terre (ext.)                       | Petra Delhees                      | Dianne Balestrat                     | 6-1, 6-4      | Parcours |
| 22                                                                            | 18/07/1983 | Zurich       | Terre (ext.)                       | Dianne Balestrat Susan Leo         | Petra Delhees C. Jolissaint          | 6-1, 7-6      | Parcours |
|                                                                               |            |              |                                    |                                    |                                      |               |          |
| 1983 - 1/2 finale (groupe mondial) - Suisse - Allemagne de l'Ouest - 0 : 3    |            |              |                                    |                                    |                                      |               |          |
| 23                                                                            | 18/07/1983 | Zurich       | Terre (ext.)                       | Claudia Kohde-Kilsch               | Petra Delhees                        | 6-4, 6-3      | Parcours |
| 23                                                                            | 18/07/1983 | Zurich       | Terre (ext.)                       | Petra Keppeler Eva Pfaff           | Petra Delhees C. Jolissaint          | 6-3, 6-4      | Parcours |